# IBCLC
IBCLC es una certificación internacional de experto en lactancia materna que responde a las siglas en inglés de International Board Certified Lactation Consultant y se ha traducido al español como Consultora Internacional de Lactancia. La certificación está reconocida en todo el mundo y debe renovarse cada cinco años.
Actualmente, para obtener el título de IBCLC es necesario ser sanitario y acatar un código de conducta profesional, que responde a los principios y metas del Código Internacional de Comercialización de Sustitutos de la Leche Materna que promueven la OMS y la IHAN.  El código de conducta profesional consta de ocho principios:
1. Proporcionar servicios que protejan, promuevan y apoyen el amamantamiento
2. Actuar con diligencia
3. Mantener la confidencialidad de sus clientes
4. Informar de forma exacta y completa a otros miembros del equipo de salud
5. Ejercer su juicio de forma independiente y evitando el conflicto de interés
6. Mantener la integridad personal
7. Sostener los estándares profesionales esperados de un IBCLC
8. Cumplir con los procedimientos disciplinarios IBLCE en el caso de ser necesario

## Reseña
La organización que impulsa la certificación IBCLC se denomina IBLCE (International Board of Lactation Consultant Examiners) y fue fundada en 1985 gracias a la financiación de la Liga de la Leche Internacional, una entidad internacional sin ánimo de lucro dedicada a la promoción de la lactancia materna, que aportó 40 000 dólares para su creación. IBLCE buscaba dar respuesta a la necesidad de acreditar a profesionales para ejercer como consultores de lactancia materna. Para crear su programa se basó en los estándares de calidad que previamente había fijado la Comisión Nacional de Agencias de Certificación (NCCA) de Estados Unidos para regular los programas de certificación en el ámbito de la salud. Así, IBLCE fue una de las pocas organizaciones cuyo programa fue acreditado por la NCCA en su primera solicitud, a finales de la década de 1980. Actualmente, la junta directiva de IBLCE está integrada por profesionales que representan a los 32 553 consultores de más de 120 países. A 2 de julio de 2020, en España había 244 IBCLC certificadas. La entidad tiene tres sedes físicas en el mundo. La principal se encuentra en Virginia (Estados Unidos), desde donde se coordinan las certificaciones de Estados Unidos e Israel. Desde Austria, en la ciudad de Baden, se organizan las certificaciones de Europa, Oriente Medio y el norte de África. Y desde Queensland, Australia, las de Asia, el Pacífico y el resto de África.